# Terra Indígena Aldeia Velha

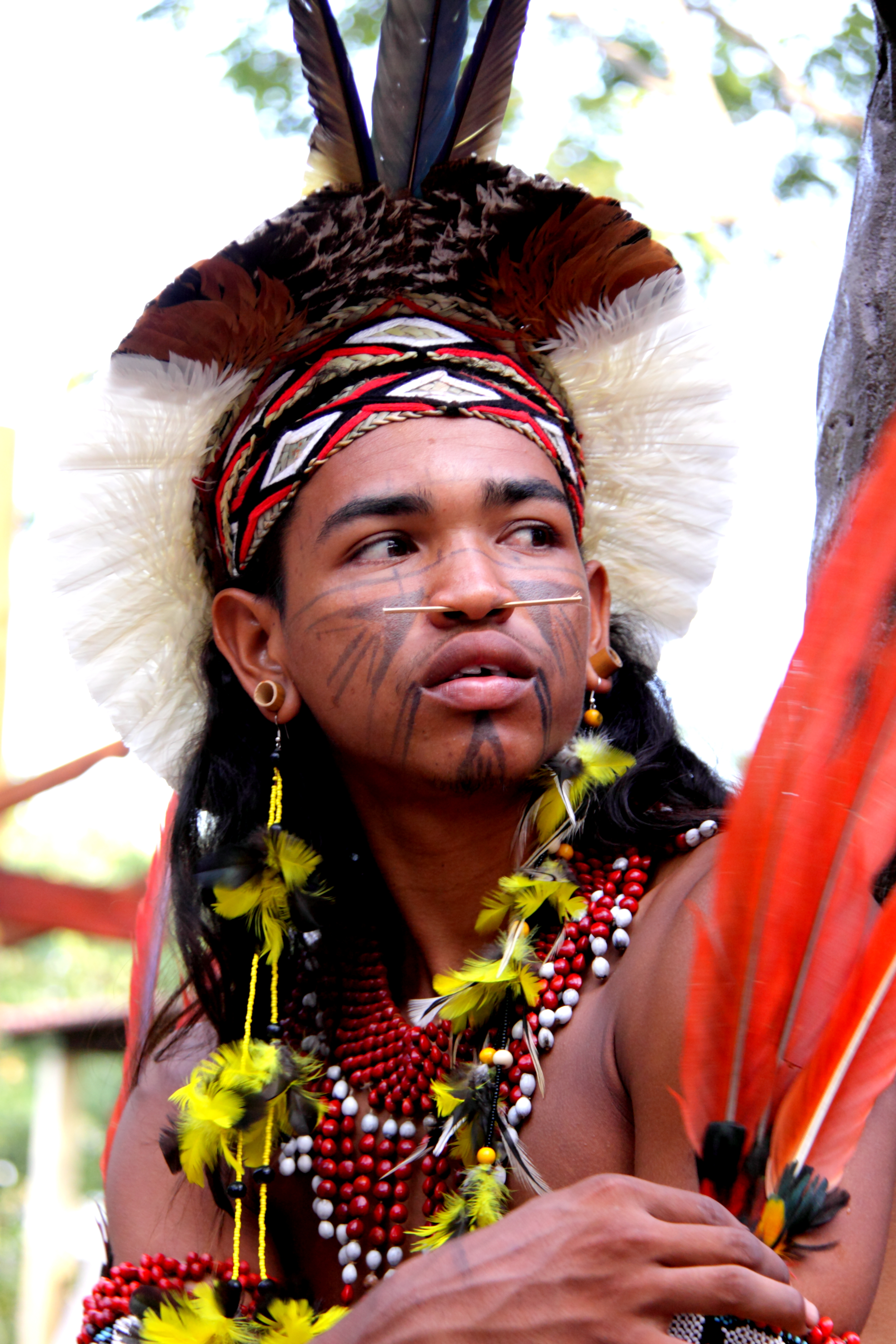
Indígena da etnia pataxó

A Terra Indígena Aldeia Velha é uma terra indígena localizada ao sul do estado da Bahia. Abrange uma área de 2.040,84 ha no município de Porto Seguro. As terras ainda não foram homologadas e em 2013 eram habitadas por 883 pataxós.